# Manama (Adschman)
Manama (arabisch منامة, DMG Manāma) ist neben Masfut die kleinere der beiden Exklaven des Emirats Adschman in den Vereinigten Arabischen Emiraten mit einer Fläche von 26 km². Die Exklave wird umschlossen von Schardscha und Fudschaira und liegt 73 km östlich von Adschman-Stadt. Haupterwerbszweig der Bevölkerung ist die Landwirtschaft, außerdem befindet sich dort eine kleine Basis der VAE-Streitkräfte.
Zum Zensus 2017 hatte die Stadt eine Bevölkerung von 5823 auf einer Fläche von 25,73 km², was einer Bevölkerungsdichte von 226,3 Einwohnern pro km² entspricht.
Internationale Bekanntheit erlangte das kleine Territorium Ende der 1960er Jahre bei Philatelisten, als Manama ein Postgebiet mit eigenen Briefmarken-Ausgaben bildete. Für den Zeitraum vom 5. Juli 1966 bis zum 31. Juli 1972 verzeichnet der Michel-Katalog 1255 verschiedene Briefmarken mit der Aufschrift Manama / Dependency of Ajman. Diese Marken richteten sich vorwiegend an Sammler und bei einigen Ausgaben ist nicht bekannt, ob sie jemals postalisch verwendet wurden.